# Kembangsari (Semarang Tengah)
Kembangsari is een bestuurslaag in het regentschap Semarang van de provincie Midden-Java, Indonesië. Kembangsari telt 4113 inwoners (volkstelling 2010).